# Rockwell B-1 Lancer
 "Lancer" omdirigeres hertil. For bilmodellen, se Mitsubishi Lancer.
B-1B Lancer er et 4-motors supersonisk jetbombefly fra amerikanske Rockwell.
B-1B Lancer blev taget i anvendelse af USAs luftvåben i 1985 og skulle oprindeligt have afløst B-52, men på grund af afslutningen på den kolde krig og meget store produktionsomkostninger (mere end 200 millioner dollar pr. fly) blev der kun produceret ca. 100 af disse fly.
B-1B har deltaget i bl.a. krigene på Balkan, Afghanistan og Irak - men ikke Golfkrigen i 1991.